# Hadim Sinan Pascià
Hadim Sinan Pascià (in turco ottomano: خادم سنان پاشا, in serbo croato: Sinan paša Borovini, letteralmente Sinan Pascià l'eunuco) (Foča, 1459 – al-Raydaniyya, 22 gennaio 1517) è stato un politico e militare ottomano di origine bosniaca.

## Biografia

### Primi anni
Secondo i documenti ragusei la nobile famiglia Borovinić proveniva dal villaggio Borovinići vicino a Foča. Il suo antenato Tvrtko Borovinić (1417–1446) era un parente stretto del voivoda del Regno di Bosnia Radoslav Pavlović.

### Sanjak-bey
Nel dicembre 1496 fu nominato sanjak-bey della Bosnia. Dal 1504 al 1506 fu il sanjak-bey dell'Erzegovina. Nel 1507-1508 ampliò la moschea di Mostar costruita nel 1473 da un precedente Sinan Pascià, il primo sanjak-bey dell'Erzegovina. Poi fu il sanjak-bey di Smederevo tra il 1506 e il 1513.

### Beilerbei e Gran visir
Nel 1514 fu nominato Beilerbei (governatore) dell'Anatolia. Nella battaglia di Cialdiran contro l'Impero safavide era responsabile del fianco destro. Dopo la battaglia fu nominato Beilerbei di Rumelia, un incarico più prestigioso del precedente. La sua missione successiva fu la conquista dei Dulqadiridi, in quella che oggi è la Turchia meridionale, sconfiggendo Bozkurt di Dulkadir nella battaglia di Turnadağ. Dopo la conquista del belicato, Selim I (l'Inflessibile) lo nominò gran visir il 25 aprile 1516. Sinan fu il gran visir preferito di Selim. Partecipò alla conquista della Siria e dell'Egitto. Il 28 ottobre 1516 sconfisse un esercito egiziano di Mamelucchi a Khan Yunis, vicino a Gaza, in Palestina.
L'anno successivo, combatté nella Battaglia di al-Raydaniyya in Egitto il 22 gennaio 1517. Nella tradizione della battaglia ottomana, il sultano si trovava quasi sempre nel quartier generale. Ma la battaglia di Raydaniyya fu un'eccezione, con Selim che circondò personalmente i Mamelucchi e con Sinan assegnato al quartier generale. Lo stratagemma ebbe successo e i Mamelucchi furono sconfitti. Tuttavia, prima che la battaglia finisse, la cavalleria mamelucca (incluso Tuman Bay II, il sultano egiziano) fece irruzione nel quartier generale ottomano e uccise Sinan, pensando che fosse il sultano. Dopo la battaglia il sultano Selim espresse il suo dolore, dicendo: "Abbiamo vinto la battaglia, ma abbiamo perso Sinan".

## Vita privata
Alcune fonti riportano che Sinan fosse sposato con la sorella del sultano Bayezid II. È stato ipotizzato che questa sorella possa essere Gevherhan Hatun, in quanto unica sorella piena nota con certezza di Bayezid. Tuttavia, alcuni storici hanno suggerito che Bayezid potesse avere una seconda sorella piena non identificata, o che Sinan fosse in realtà sposato con una delle sue sorellastre piuttosto che con una sorella piena.